# Anhängigkeit
Anhängigkeit bezeichnet im Prozessrecht den Zeitpunkt, in dem die Klage bei Gericht eingegangen ist.
Die Anhängigkeit ist von der Rechtshängigkeit, also dem Zeitpunkt der Klageerhebung (im Zivilprozess ist dies gem. §§ 253 Abs. 1, 261 Abs. 1, 271 Abs. 1 ZPO der Zeitpunkt der Zustellung der Klage beim Beklagten durch das Gericht), zu unterscheiden. Grundsätzlich liegt die Anhängigkeit vor der Rechtshängigkeit. 
Im Finanz-, Verwaltungs- (§ 90 VwGO) und Sozialgerichtsverfahren (§ 94 SGG) fallen allerdings die Zeitpunkte der Anhängigkeit und der Rechtshängigkeit zusammen. In bestimmten Fällen (z. B. im Verlauf eines Mahnverfahrens) kann Rechtshängigkeit (im Beispiel mit Zustellung eines Mahnbescheids) vor Anhängigkeit (im Beispiel mit Übergabe der Akten an das zuständige Prozessgericht, erst nach Widerspruch zum Mahnbescheid) liegen.
Die Anhängigkeit ist Voraussetzung für einen Beitritt bei der Nebenintervention (§ 66 ZPO), die Hauptintervention (§ 64 ZPO) und die Prozessverbindung (§ 147 ZPO).
Im Strafprozess bestimmt sich der Zeitpunkt der Anhängigkeit nach dem Zeitpunkt der Erhebung der öffentlichen Klage. Dies ist gleichzeitig der Übergang vom Vorverfahren zum Zwischenverfahren. Rechtshängigkeit tritt in dem Zeitpunkt ein, in dem die Eröffnung der Hauptverhandlung beschlossen wird.